# The Damned (hudební skupina)
The Damned je britská gothic punk rocková skupina založená v Londýně roku 1976. Tato skupina je významná i tím, že byla první punk rockovou skupinou z Anglie, která vydala singl, studiové album (Damned Damned Damned), a uspořádala koncertní turné po USA. Skupina je považovaná i za zakladatele hudebního žánru s názvem gothic rock.

## Řadová alba
- Damned Damned Damned (1977/Stiff)
- Music for Pleasure (1977/Stiff)
- Machine Gun Etiquette (1979/Chiswick)
- The Black Album (1980/Chiswick)
- Strawberries (1982/Bronze)
- Phantasmagoria (1985/MCA)
- Anything (1986/MCA)
- Not of This Earth (známé i jako I'm Alright Jack and the Beanstalk) (1995/Toshiba)
- Grave Disorder (2002/Nitro)
- So, Who's Paranoid? (2008/English Channel)
- Evil Spirits (2018)
- Darkadelic (2023)

## Členové

### Současná sestava
- Dave Vanian – zpěv, theremin (1976–současnost)
- Captain Sensible – kytara (1976–1984, 1989, 1991, 1996–současnost); baskytara (1976–1978)
- Monty Oxy Moron – klávesy (1996–současnost)
- Stu West – baskytara (2005–současnost)
- Pinch – bicí (1999–současnost)

### Bývalí členové
- Brian James – kytara (1976–1978, 1988–1989, 1991)
- Rat Scabies – bicí (1976–1977, 1978–1996)
- Lu Edmonds – kytara (1977–1978)
- Dave Berk – bicí (1977)
- Gary Holton – zpěv (1978 záskok na turné)
- Henry Badowski – baskytara (1978)
- Jon Moss – bicí (1978)[4]
- Algy Ward – baskytara (1978–1980)
- Paul Gray – baskytara (1980–1983, 1989, 1997)
- Roman Jugg – klávesy (1981–1989) kytara (1984–1989)
- Bryn Merrick – baskytara (1983–1989)
- Paul Shepley – klávesy (1985–1989)
- Kris Dollimore – kytara (1993–1996)
- Allan Lee Shaw – kytara (1993–1996)
- Jason "Moose" Harris – baskytara (1993–1996)
- Garrie Dreadful – bicí (1996–1999)
- Patricia Morrison – baskytara (1998–2005)
- Spike Smith – bicí (1999)

### Spolupracovali
- Lemmy – baskytara (1978)
- Robert Fripp – kytara (1990)
- Lol Coxhill – saxofon (1977)